# 最後の乗客
『最後の乗客』（さいごのじょうきゃく）は2023年制作、2024年公開の日本映画。東日本大震災からおよそ10年を経た被災地を舞台にした自主制作映画である。
宮城県仙台市出身でニューヨーク在住の映画監督/映像ディレクター、堀江貴による自主製作オリジナル中編作品で、堀江監督の自主製作短編映画『Ordinary Days』に続く2作目。撮影監督は佐々木靖之。岩田華怜、冨家ノリマサのダブル主演で制作された。

## 概要
作品はありふれた日常の夜、ミステリー風に始まる導入部からやがて変貌を遂げ感動を呼ぶヒューマン・ファンタジー、55分の中編映画として完成した。
2020年3月の制作プロジェクト開始から新型コロナ感染拡大による撮影断念などを経て、2022年3月に完成。
東京・仙台・大阪の会場で2023年3月、上映会を開催
。
また、各国の映画祭へも出品。数々のインディペンデント映画祭での正式招待・受賞を経て、国内では2024年3月に仙台市で一般公開が開始された。
同8月には配給会社ギャガの手により10月11日からの全国拡大公開が決定し「凱旋ロードショー」と話題になった
。

### 企画
堀江監督は 東日本大震災の七回忌、2017年に脚本執筆を開始。2018年に自身で立ち上げた『リバース Tohoku 2021 〜輝く未来へ〜』の一環として震災から10年後の2021年3月映画公開を目指しプロジェクトを始動させた。
あわせてキャスティングに着手、オーディションで岩田華怜などを決定。
2020年3月、CAMPFIREで開始したクラウドファンディングは、開始後わずか2日目で目標額に到達。
その後もさらに募集を募り201万円の資金調達に成功し撮影の準備に取りかかった。

### 撮影・公開
2020年3月～4月、宮城県内にて撮影予定であったが新型コロナ感染拡大により撮影開始を断念、映画公開予定も延期を余儀なくされる。
1年8か月の空白の後、プロジェクトは再始動。
2021年11月より仙台市荒浜地区、仙台市立荒浜小学校跡、東日本大震災慰霊之塔など6か所で撮影が行われた。
2022年3月編集作業が完了。
2023年3月15日～21日にかけ東京・仙台・大阪で上映会が開催され、3月8日仙台市フォーラム仙台チネ・ラヴィータにて 一般上映が開始された。

## キャスト
- 遠藤みずき - 岩田華怜
- 遠藤　　　 - 冨家ノリマサ
- こころの母 - 長尾純子
- たけちゃん - 谷田真吾
- こころ　　 - 畠山心
- じいじ　　 - 大日琳太郎
- ラジオDJ　 - 徳家羊子

## スタッフ
- 原案・脚本 -堀江貴
- 監督・編集 -堀江貴
- 企画・制作 - 堀江貴 / マーマレード・ピクチャーズ
- 撮影 - 佐々木靖之
- 音楽 - 徳家＂Toya”敦
- 照明 - 後関健太
- 録音 - 松田寛光
- 記録 - 藤川典良
- ヘアメイク - 在川洋子
- スタイリスト - 畠山麻美
- 助監督 - 長尾陽子
- 配給 - ギャガ

## エピソードなど
- 監督の堀江貴・主演の岩田華怜・撮影の佐々木靖之がともに宮城県出身。岩田は震災当日、仙台市内の自宅で被災している[7]。

- 映画制作資金調達のためクラウドファンディングを計画した2018年には募集用のトレーラーを初めて制作・公開した。[8]

- 配給のギャガは、本作同様に自主制作映画として1館での上映ながら話題を集め全国拡大公開となった『侍タイムスリッパー』の配給も同時期に手掛けている。そのため『侍～』の主要キャストでもある冨家ノリマサをフィーチャーした両作の宣伝キャンペーンをSNSなどで展開した。[9]

- 作品中、エンドロールに現れる数々の写真は、実際に震災後の瓦礫の中から回収されたものが使われている。これは特定非営利法人『おもいでかえる』(2022年3月12日解散）[10]が震災の瓦礫の中から回収されたアルバム・写真などをボランティアとして洗浄・修復し持ち主へ返還する活動の中で、持ち主が不明のまま返還される事もなく市役所に保管されていた多数の家族写真などが作品に使用された。[11]

- 作中では「おにぎり」が度々登場し、印象深いアイテムになっている。この「おにぎり」について堀江監督は特に強い思い入れを持って描いているという。以下は堀江監督による「おにぎり」についての述懐。

この映画の中で、ある「おにぎり」が重要なシーンごとに登場します。
それは、卵おにぎりです。
これは、元々宮城県の震災復興の一つとして、宮城県の物産である米や海苔などをこの映画を通して世界に紹介するきっかけづくりに出来ないかという思いから、この映画の企画がスタートしたからです。海外の映画祭や上映会の会場ではおにぎりイベントを行い、「おにぎり」を世界でもっと広めたいという願いを込めて、この映画上映をかさねてきました。そして、ニューヨーク、シカゴ、サンタフェ、ロサンゼルス、ボストンでの映画祭や上映会で、自分自ら握ったおにぎりを来場頂いた皆様に食べて頂き、大変喜んでいただきました。この、卵おにぎり。映画の中では、父娘の絆の象徴になっていますが、実際に自分が子供の頃に私の母がよくお弁当などにいれてくれた「おふくろの味」でもあります。
—『最後の乗客』パンフレット、14頁、2024年10月11日発行
- また、この「卵おにぎり」のレシピは公式オリジナルサイト・映画パンフレットなどで紹介されている。

## 受賞・ノミネート歴
- モントリオール・インディペンデント映画祭2022/ 最優秀フィクション映画ノミネート
- サンディエゴ・アート・フィルム・フェス2022/ 最優秀インディペンデント映画賞受賞
- カンヌ・ワールド・フィルム・フェスティバル2023／ 最優秀インディペンデント映画賞受賞
- ボーデン国際映画祭/ 新人部門正式出品 2023
- インターナショナル・マンハッタン・フィルム・アワード2023/ 最優秀外国語長編映画賞受賞
- ベニス・アートアンドフィルム・フィルムフェスティバル2022/ 最優秀新人賞受賞
- ナッシュビル・インディペンデント・フィルムメーカーズ・フェスティバル2023/長編部門セミ・ファイナリスト
- バレンシア・インディー・フィルム・フェスティバル2023/ 中編映画部門正式出品
- ニューヨークシティ・インディペンデント・映画祭2023/ 中編部門正式出品
- ニュージャージー・フィルム・フェスティバル2023/ 長編部門正式出品
- グローバル・ノンバイオレント・フェスティバル2023
  - 最優秀主演女優賞 : 岩田華怜
  - 最優秀作品賞 邦題：「最後の乗客」
  - 最優秀監督賞 : 堀江貴
  - 最優秀脚本賞 : 堀江貴
  - 最優秀音楽賞 : 徳家”Toya”敦
- バウェリー映画祭2023/長編部門 最優秀映画賞受賞
- ボストン・ジャパニーズ・フィルム・フェスティバル2023／ 正式招待出品
- チャンドラー国際映画祭2024/ 最優秀国際映画賞受賞

## WEB配信
- 2025年3月5日より各配信サイトでデジタル配信・レンタルが開始された